# Guatemala City
Guatemala City, spanska Ciudad de Guatemala, officiellt La Nueva Guatemala de la Asunción men av lokalbefolkningen ofta bara kallad Guatemala eller Guate, är huvudstaden och den största kommunen och staden i Guatemala. Folkmängden uppgår till cirka 1 miljon invånare i själva staden och 3,3 miljoner i hela storstadsområdet (som utgörs av departementet som administreras av staden), vilket gör det till Centralamerikas folkrikaste storstadsområde.
Staden ligger i en bergsdal i den sydcentrala delen av landet. Temperaturen i staden varierar från 10 till 25 grader Celsius. 

## Historia
Inom det nuvarande Guatemala City ligger den gamla mayastaden Kaminaljuyu. Kaminaljuyu är ungefär 9000 år gammalt och är en av Amerikas främsta arkeologiska fyndplatser. Kaminaljuyus centrum låg en liten bit ifrån den äldsta delen av Guatemala City. I slutet av 1900-talet växte dock staden omkring ruinerna och i vissa fall över de yttre ruinerna innan de blev skyddade. Många av de flera hundra tempellämningarna har blivit överbyggda med motorvägar, affärscentrum, hotell och bostäder. Det centrala ceremoniella centrumet i Kaminaljuyu blev skyddat av Guatemalas regering och är nu en park inom staden. 
Under den spanska kolonialtiden var Guatemala City en liten stad. Den hade ett kloster som hette 'El Carmen', grundat 1629. Huvudstaden i det spanska koloniala Centralamerika flyttades hit efter att en jordbävning hade förstört den gamla huvudstaden, Antigua Guatemala, 1775. Kung Karl III av Spanien fattade beslut om att flytta huvudstaden 27 september 1775. Detta ledde till en stor utvidgning av staden. 
Guatemala City var platsen för Centralamerikas självständighetsförklaring från Spanien, och blev 1821 huvudstad i Centralamerikanska federationen.

## Stadsbild
Guatemala City är en kommun som är indelad i 21 zoner. Under senare år har staden vuxit kraftigt och den sammanhängande bebyggelsen sträcker sig i dag långt in i angränsande kommuner i det omgivande departement som administreras av staden. Även departementet Sacatepéquez, beläget strax väster om Guatemala City (och dess departement), berörs genom sin närhet av storstadsområdets utbredning. Stora förortskommuner är Mixco, San Juan Sacatepéquez och Villa Nueva.
Guatemala City är Guatemalas ekonomiska, politiska och kulturella huvudstad, och fungerar som huvudsaklig inkörsport till landet, med landets största internationella flygplats, La Aurora internationella flygplats. Staden har många restauranger, hotell och butiker, samt gallerier och museer. Det finns tio universitet i staden, Universidad Mariano Gálvez, Universidad Panamericana, Universidad Mesoamericana, Universidad Rafael Landivar, Universidad Francisco Marroquin, Universidad del Valle de Guatemala, Universidad del Istmo, Universidad Galileo, Universidad Rural och Universidad de San Carlos, det tredje äldsta universitetet i Nya världen.

### Fotnoter
1. 1 2   GeoHive; Guatemala - Guatemala, administrative units Arkiverad 4 november 2010 hämtat från the Wayback Machine. Läst 16 september 2010.
2. 1 2   Instituto Nacional de Estadistica; Guatemala: Estimaciones de la Población total por municipio. Período 2008-2020. (excelfil) Arkiverad 29 oktober 2013 hämtat från the Wayback Machine. Läst 8 december 2013.